# 青岛取引所
36°04′44.6″N 120°18′58″E / 36.079056°N 120.31611°E
青岛取引所是青岛第一次日据时期（1914-1922）由日本人设立的一家证券交易所，于1920年至1942年间营业。其原址位于山东省青岛市市北区馆陶路22号，建于1921-1926年，设计师为三井幸次郎，曾是馆陶路一带的地标性建筑，2006年列入山东省文物保护单位。

## 历史

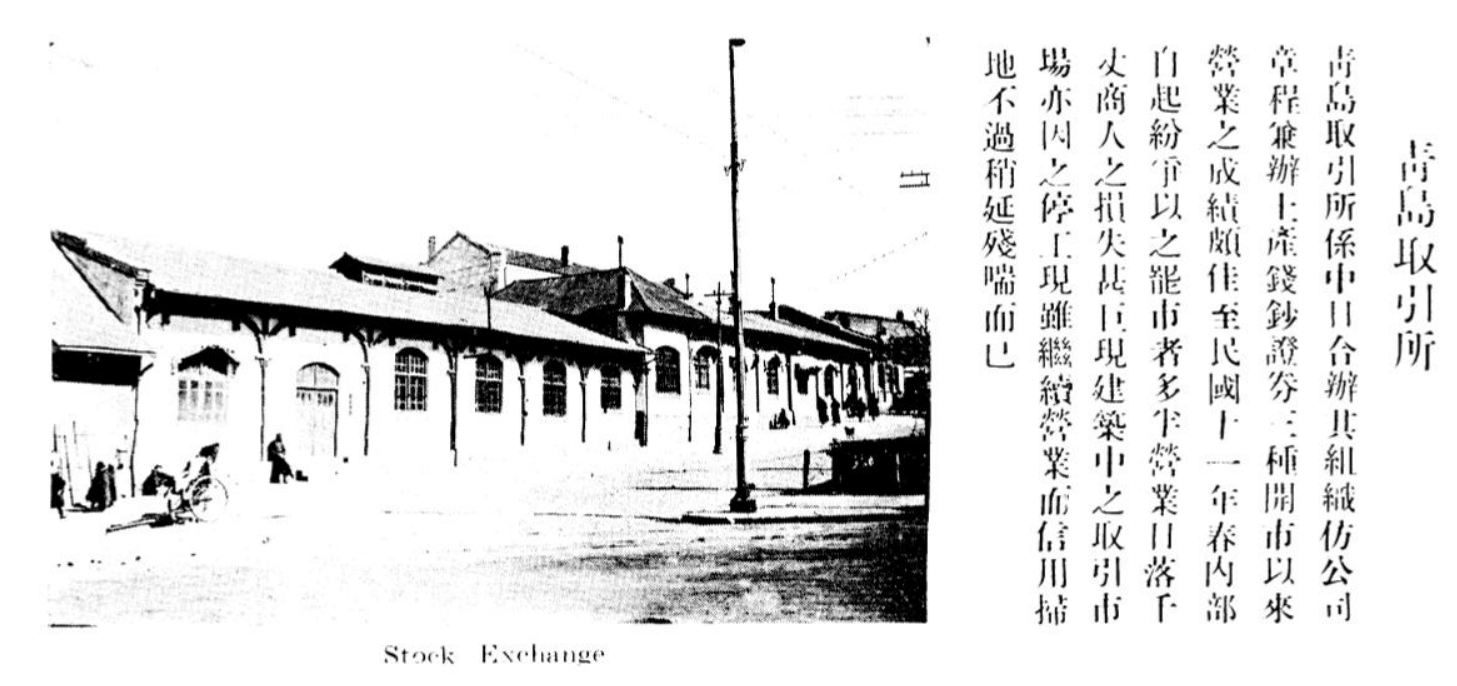
1924年出版的《接收青岛纪念写真》中对青岛取引所的记载

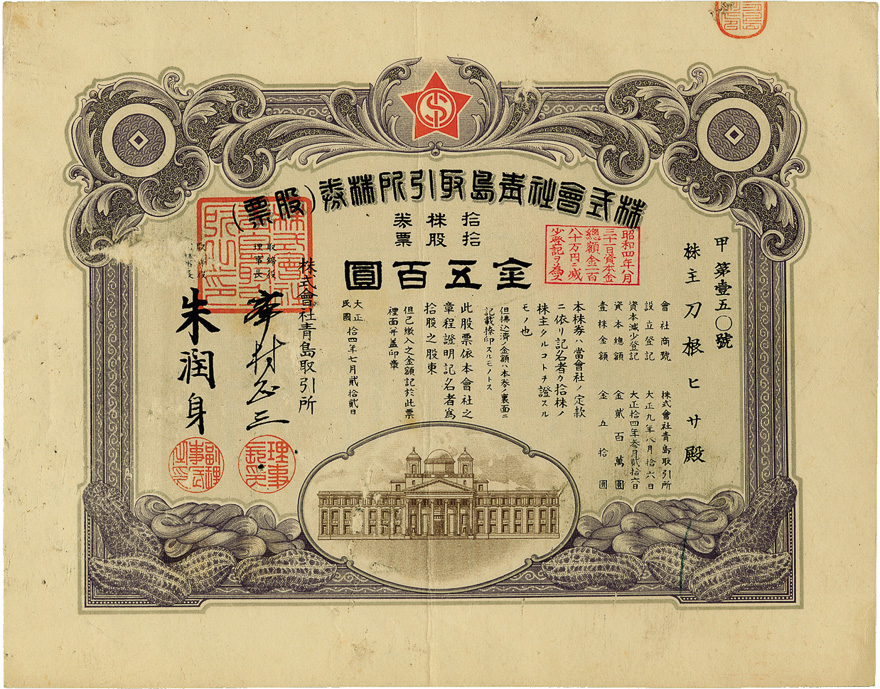
青岛取引所发行的股票

1920年2月，日本青岛守备军司令部在青岛中日商界的提议下批准成立青岛取引所，同年9月正式营业，交易市场最初设于原大鲍岛市场，今中山路德县路路口址。青岛取引所最初为官办交易所，由青岛守备军司令部民政署管理，设有理事会，日本人峰村正三出任理事长，华人徐青甫任副理事长。设物产、钱钞、证券三部，额定资本800万元，分为16万股，每股50元，先收200万元，中日商人平均认股。各部设委员会，委员人数中日双方各占一半，负责人则由日本人担任。物产交易以花生米、花生油与豆油为限，钱钞交易指定使用横滨正金银行青岛分行所发行的货币，证券交易指定24种股票，均为青岛日商企业所发行的股票。另设青岛企业信托株式会社办理交割、担保及垫款事务。
1921年初，日本大阪财团代表松井伊助在青岛守备军民政长官秋山雅之介的支持下代替峰村正三任理事长。1921年3月，取引所改为商办，改名株式会社青岛取引所，同时将取引所与青岛企业信托株式会社合并，华商股份占比大幅缩小。其后，松井伊助与其他日本商人于1921至1922年间策划制造股灾，导致华商、股民损失严重，取引所也濒临停业。已经动工的馆陶路青岛取引所大楼工程也因此不得不停工3年。后经清理整顿，取消证券交易、额定资本减至180万元、实收54万元，情况有所好转。1926年8月底，由三井幸次郎设计、耗资银洋48万4千余元、金票11万6千余元的取引所大楼最终竣工，取引所于9月1日迁入新楼，10月3日举行新址落成典礼，中日欧美人士800余人经邀请参加典礼。取引所新址设物产甲部、物产乙部、钱钞部和棉丝部，每部设交易员50名，同时出租部分房间给其他公司、银行作为办公室使用。德商德华银行、禅臣洋行曾在此办公。

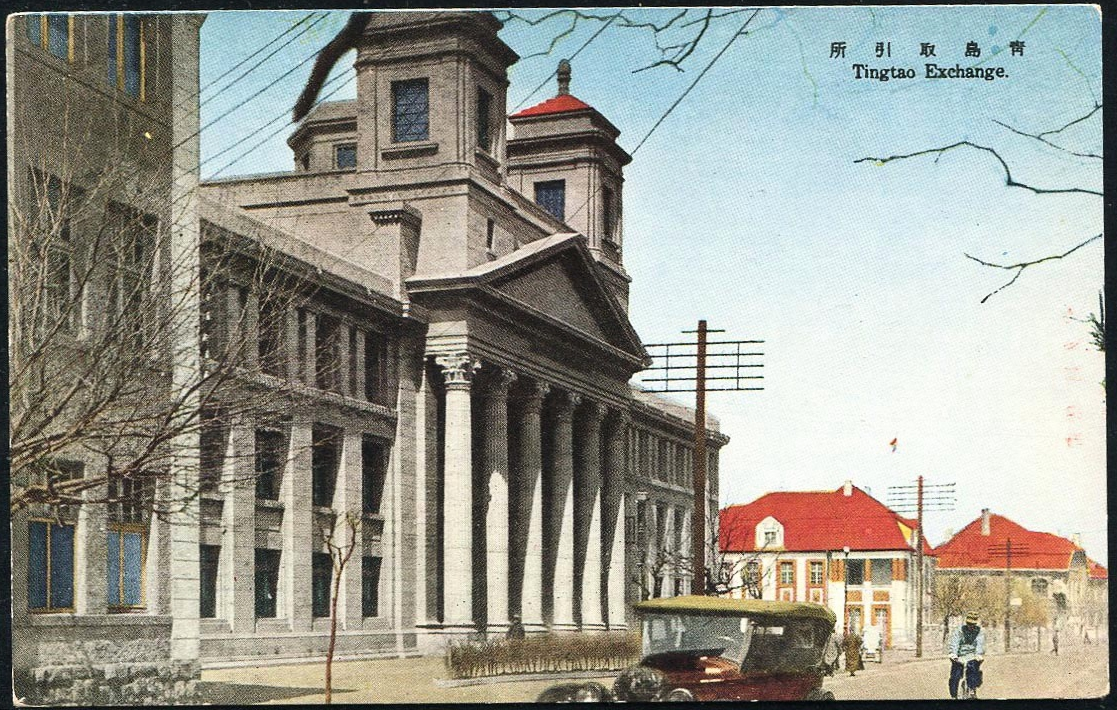
青岛取引所大楼旧明信片

1931年九一八事变前后，由于东北局势紧张，东北地区各日商交易所停业，青岛取引所交易活跃、利润丰厚。同年，青岛华商设立青岛市物品证券交易所。由于日军占领东三省后中国商界、民众抵制日商的风潮，加之青岛市物品证券交易所业务日益兴旺，青岛取引所业务日渐清淡，至1935年出现萧条局势。一部分日商、日侨屡次扰乱物证交易所的交易活动、威胁交易所工作人员，以向中方施压，最终青岛市政府同意将物证交易所的部分利润、业务让予取引所。1938年1月，日军占领青岛，取引所将物证交易所兼并。1942年7月，由于日本在战争中物资匮乏，取引所停业，仅依靠出租取引所大楼内办公室的收入维持开支。1944年6月26日，股东会议决定解散青岛取引所。1945年4月20日，青岛兴产株式会社在原取引所大楼成立，原取引所理事长安藤荣次郎任社长，同年8月日本投降后解散。
日本投降后，原取引所大楼为国民政府所接收。1945年11月，第八军乘美国军舰登陆青岛驻扎，军部设于馆陶路原取引所大楼。同年12月（一说1946年3月17日），国民政府军事委员会设立青岛警备司令部，第二绥靖区副司令丁治磐任司令，青岛市市长李先良任副司令，司令部设于取引所旧址。1948年1月11日，青岛警备司令部扩编为第十一绥靖区，同年7月（一说5月）复建青岛警备司令部。
1949年6月2日，解放军进驻青岛，第32军（隶属三野）军长谭希林宣布成立青岛警备司令部，并任司令，司令部设于取引所旧址。1950年3月，第32军奉命南下，胶东警备第四旅于4月接管青岛市防务，司令部迁至广西路1号。1950年5月，海军司令员萧劲光以四野后勤部第二分部与第12兵团部分机构为基础组建海军青岛基地筹备委员会，设于取引所旧址。同年8月，二野第11军军部及直属队自四川万县抵达青岛并进驻取引所旧址，以组建海军青岛基地。9月9日，海军青岛基地正式成立，机关驻广西路1号。此后，馆陶路22号青岛取引所旧址改为海军青岛基地俱乐部。部分资料称海军政治干部学校于1952年7月17日在此成立，后迁往毛奇兵营旧址。1960年8月1日，北海舰队在海军青岛基地的基础上成立，取引所旧址改为改为北海舰队政治部军人俱乐部，原证券厅改建为剧场，期货厅改为体育馆，另设有设有图书馆、展览室、各类游艺室等，主要服务对象为军人。1970年代前后，俱乐部对外开放，曾举办画展。
1990年后，该建筑改作商业用途，后长期被闲置。2000年列入第一批青岛市历史优秀建筑名单，2006年列入山东省文物保护单位青岛馆陶路近代建筑的保护范围。2014年初，该楼被出租。自2014年后半年开始，青岛取引所旧址经历翻修，据媒体报道该楼将被改建为饭店。2019年9月5日，青岛取引所旧址作为艺术展览场馆正式对外开放。

## 建筑特色
青岛取引所旧址位于馆陶路与莱州路之间，体量庞大，占地面积6965.16平方米，建筑面积18276平方米，钢筋混凝土结构。地上三层，地下一层。其楼体主楼沿馆陶路和莱州路展开，以三段楼房连接两侧主楼楼体，并合围出两个中庭，形成“日”字形平面。中庭内设交易大厅，楼内设办公室。正立面向东面向馆陶路，采用新古典主义风格的样式，三段式划分，中段采用了模仿古希腊神庙的立面，以六根带有科林斯式柱头的廊柱支撑起三角形山墙，其上方再起一层，设一对方形塔楼，后侧为穹顶。左右两段各设六列窗户，多以壁柱和直线线条装饰。建筑背面向西面向莱州路，装饰相对较少，二、三层窗户以上下贯通的线条连接，顶部为弧形。整个楼体以庞大的体量和精致的装饰成为馆陶路一带的地标性建筑。

## 图集
- 青岛取引所大楼正面
- 取引所交易大厅
- 取引所中央走廊
- 约1946年的取引所旧址
- 青岛取引所旧址临莱州路的背面